# Рыбацкий сквер
Динопарк (исторические названия Парк молодых рыбаков, Рыбацкий сквер) — парк культуры и отдыха в Камышовой бухте города Севастополя.

## История
Основан в 1984 году сотрудниками рыбопромыслового предприятия «Атлантика» . Руководитель парка — Эльза Павловна Резникова (на тот момент директор Дома Культуры Рыбаков, который принадлежал «Атлантике»).
В 1984 г. проектной организацией «КрымНИИПроект» разработан архитектурный проект «Парк молодых рыбаков»,, однако, воплощён в жизнь не был.

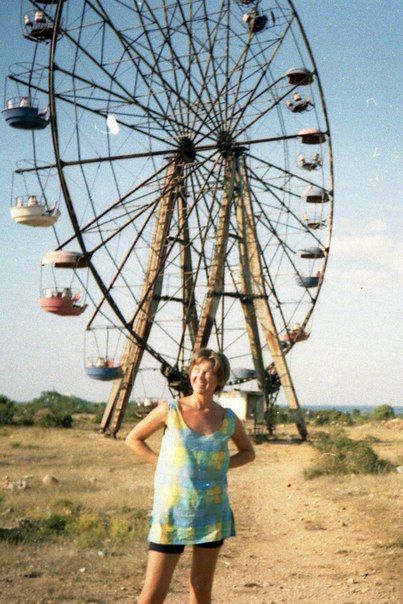
Колесо обозрения, 1990-е г.

Являлся одним из самых крупных парков в городе Севастополь. На территории парка были высажены редкие виды деревьев и кустарники из Никитского ботанического сада, занесённые в Красную Книгу.
В советское время в парке было несколько лишь несколько простых аттракционов — качели, лодочки. После распада СССР в парке установили детские аттракционы («ветерок», «юнга», «паровозик»), кинотеатр в троллейбусе (обложенном кирпичом), второе в городе колесо обозрения, множество деревянных скульптур, была создана удивительная скульптура динозавра.
Скульптура динозавра создавалась как элемент композиции из трех животных. Художники-скульпторы использовали при создании скульптуры размеры и пропорции реального динозавра, замеренные в музее в Москве.

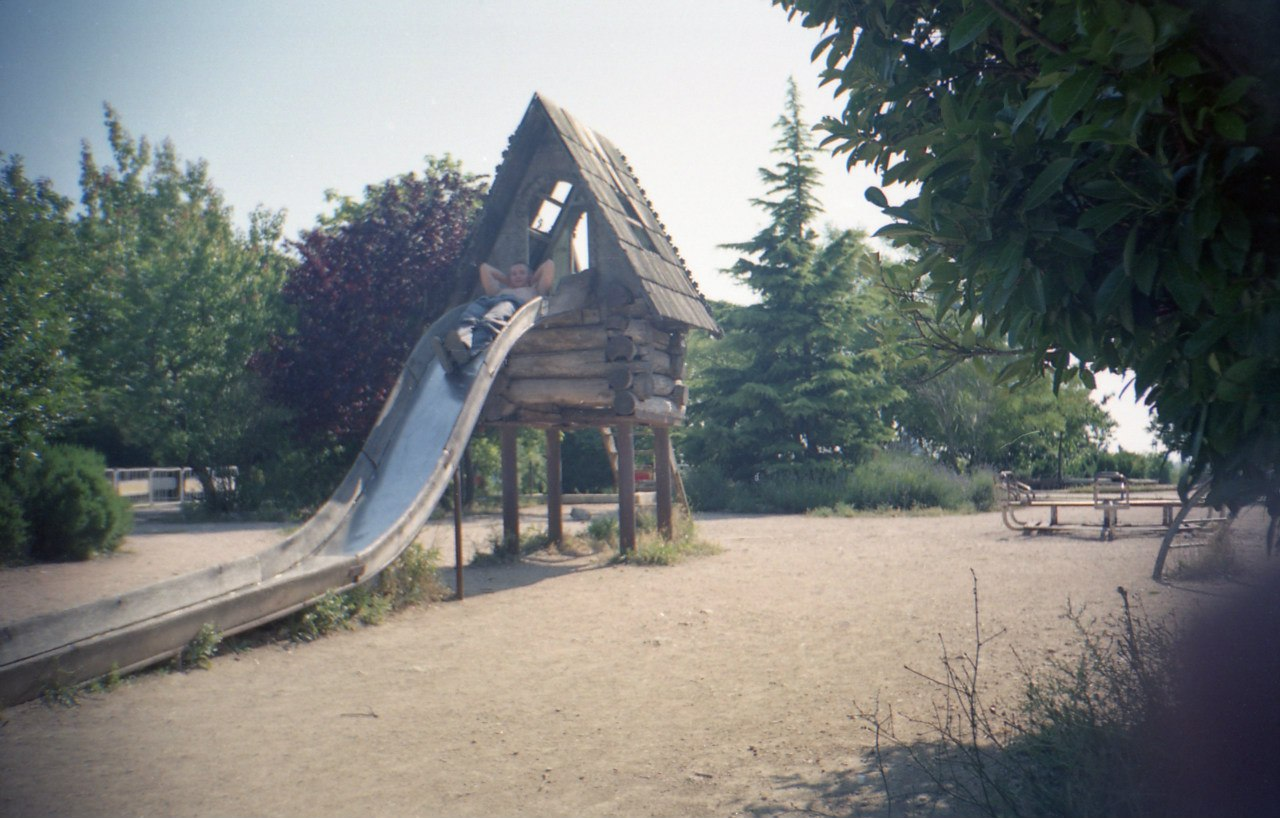
Избушка

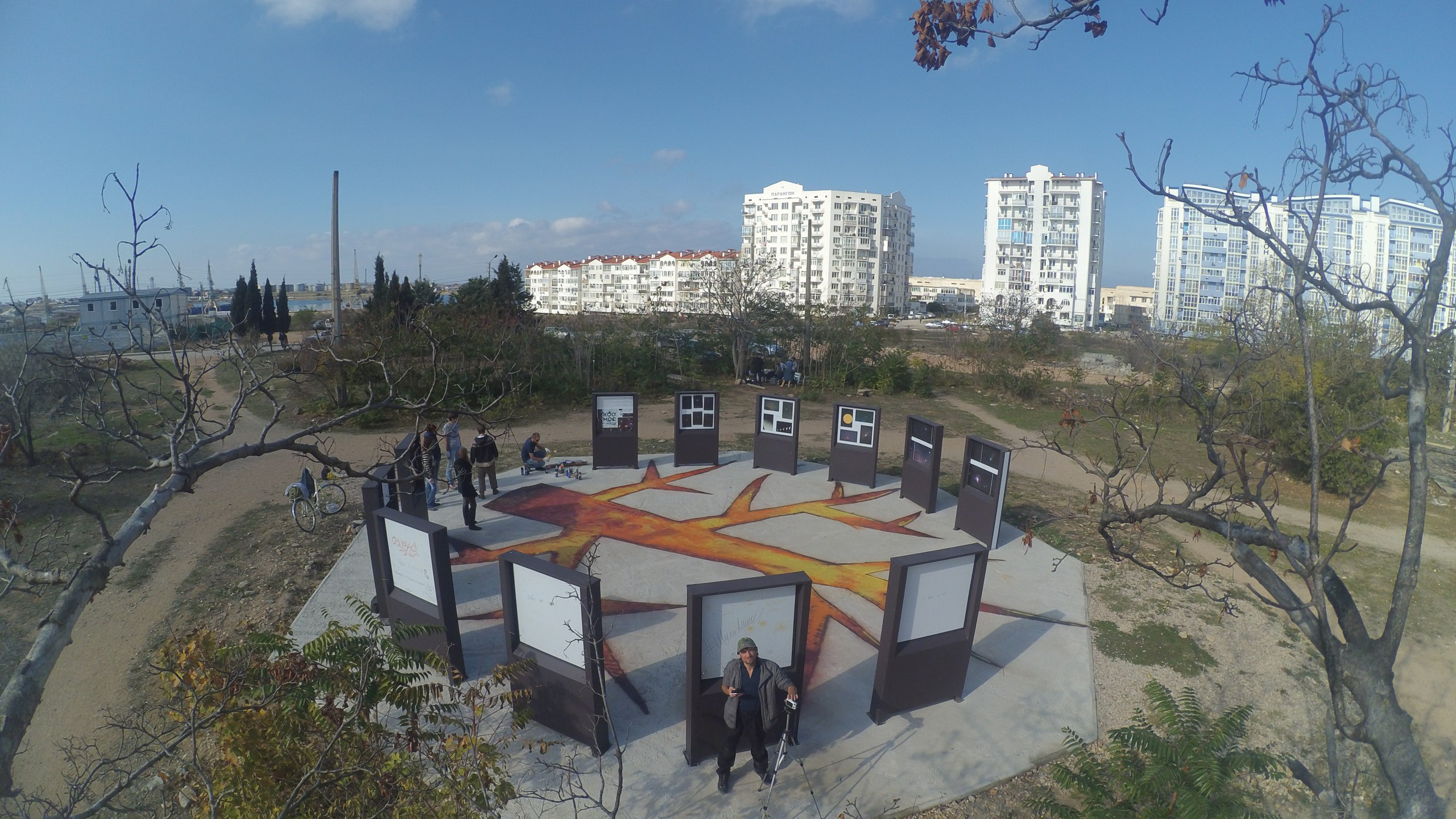
Уличная галерея «Парк»

Все 90-е годы существовал как парк аттракционов, однако, администрация вела постоянную борьбу с расхищением парка.
В начале 2000-х в Севастополе начался строительный «бум». В генплане Севастополя 2005 года данная территория значилась рекреационной зоной. Несмотря на это, Управление капитального строительства Севастопольской городской администрацией взяло в аренду земельный участок «Омега 2-А» (регистрационный № 00045 от 19.12.2005 г.) под застройку жилыми домами.
Строительная компания «Консоль» (создатель — Константинов Владимир Андреевич) планировала застроить всю территорию парка, однако, в 2008 году часть парка со скульптурой динозавра была спасена от застройки
С начала 2000-х по 2015 парк находился в запущении.
В 2015 году общественниками начато восстановление парка.
В 2016 благодаря общественному резонансу на реконструкцию парка было выделено 40 млн рублей из бюджета города. Однако, за 2016 удалось произвести только проектно-изыскательные работы. Строительно монтажные работы отложены на 2017 год..
В 2016 году к территории парка в результате длительной общественной кампании была возвращена спорная территория в 0.3 Га.
12.04.2016 на территории парка заработала общественная уличная галерея «Парк».
01.02.2017 началась реконструкция Динопарка.